# Campeonato Mundial de League of Legends 2021
El Campeonato Mundial de League of Legends 2021 (en inglés: 2021 League of Legends World Championship) o Worlds 2021, fue la decimoprimera edición del campeonato mundial de League of Legends, torneo de deportes electrónicos del videojuego multijugador de arena de batalla en línea desarrollado por Riot Games. Aunque inicialmente estaba planeado que el torneo tuviera lugar en China, finalmente Riot Games se decidió a llevarlo a cabo en Reikiavik, Islandia,  entre el 5 de octubre y el 6 de noviembre de 2021 debido a la pandemia mundial de COVID-19. Veintidós equipos de 11 regiones clasificarían al torneo en base a los resultados de sus respectivas competiciones, con diez de los equipos teniendo que avanzar al torneo principal por medio de una fase previa.
El tema principal del mundial fue Burn it Down, elaborado por Riot Games en colaboración con PVRIS.

## Equipos participantes
Corea del Sur (LCK) y China (LPL) recibirían un cupo adicional en la fase de grupos, totalizando 4 equipos para cada región, respectivamente.
Debido a la imposibilidad de Vietnam (VCS) para participar, el tercer cupo de Europa (LEC) empezaría en la fase de grupos.
| Región                    | Liga                      | Ruta de clasificación     | Equipo                    | ID                        | Bombo                     |
| Empieza en fase de grupos | Empieza en fase de grupos | Empieza en fase de grupos | Empieza en fase de grupos | Empieza en fase de grupos | Empieza en fase de grupos |
| ------------------------- | ------------------------- | ------------------------- | ------------------------- | ------------------------- | ------------------------- |
| China                     | LPL                       | Campeón de verano         | Edward Gaming             | EDG                       | 1                         |
| China                     | LPL                       | Más puntos de campeonato  | FunPlus Phoenix           | FPX                       | 2                         |
| China                     | LPL                       | Ganador final regional    | Royal Never Give Up       | RNG                       | 3                         |
| Europa                    | LEC                       | Campeón de verano         | MAD Lions                 | MAD                       | 1                         |
| Europa                    | LEC                       | Subcampeón de verano      | Fnatic                    | FNC                       | 2                         |
| Europa                    | LEC                       | 3.er lugar de verano      | Rogue                     | RGE                       | 3                         |
| Corea del Sur             | LCK                       | Campeón de verano         | DWG KIA                   | DK                        | 1                         |
| Corea del Sur             | LCK                       | Más puntos de campeonato  | Gen.G                     | GEN                       | 2                         |
| Corea del Sur             | LCK                       | Ganador final regional    | T1                        | T1                        | 3                         |
| Norteamérica              | LCS                       | Campeón de verano         | 100 Thieves               | 100                       | 2                         |
| Norteamérica              | LCS                       | Subcampeón de verano      | Team Liquid               | TL                        | 3                         |
| TW/HK/MO/SEA              | PCS                       | Campeón de verano         | PSG Talon                 | PSG                       | 1                         |
| Empieza en fase previa    |                           |                           |                           |                           |                           |
| China                     | LPL                       | Subcampeón final regional | LNG Esports               | LNG                       | 1                         |
| Corea del Sur             | LCK                       | Subcampeón final regional | Hanwha Life Esports       | HLE                       | 1                         |
| Norteamérica              | LCS                       | 3.er lugar de verano      | Cloud9                    | C9                        | 1                         |
| TW/HK/MO/SEA              | PCS                       | Subcampeón de verano      | Beyond Gaming             | BYG                       | 1                         |
| CIS                       | LCL                       | Campeón de verano         | Unicorns of Love          | UOL                       | 2                         |
| Latinoamérica             | LLA                       | Campeón de verano         | Infinity Esports          | INF                       | 2                         |
| Turquía                   | TCL                       | Campeón de verano         | Galatasaray Esports       | GS                        | 2                         |
| Brasil                    | CBLOL                     | Campeón de verano         | RED Canids                | RED                       | 2                         |
| Japón                     | LJL                       | Campeón de verano         | DetonatioN FocusMe        | DFM                       | 2                         |
| Oceanía                   | LCO                       | Campeón de verano         | PEACE                     | PCE                       | 2                         |

## Fase de Play-Ins

### Grupos de Play-Ins
La fase de grupos de los Play-Ins se jugará entre el 5 y 7 de octubre. Diez equipos son divididos en dos grupos de cinco, cada uno jugando una vez contra los otros cuatro equipos de su respectivo grupo. Sí dos equipos poseen el mismo registro de victorias y derrotas al final de la fase, deberán enfrentarse en un único encuentro de desempate.
El ganador de cada grupo clasifica a la siguiente fase de competición, mientras que los segundos, terceros y cuartos pasan a competir por los dos cupos restantes de la siguiente fase. El equipo que quede último es eliminado.

#### Grupo A
| LNG Esports         | LNG |     | 1-0 | 1-0 | 1-0 | 1-0 | 4 | 0 |
| Hanwha Life Esports | HLE | 0-1 |     | 1-0 | 1-0 | 1-0 | 3 | 1 |
| PEACE               | PCE | 0-1 | 0-1 |     | 1-0 | 1-0 | 2 | 2 |
| RED Canids          | RED | 0-1 | 0-1 | 0-1 |     | 1-0 | 1 | 3 |
| Infinity Esports    | INF | 0-1 | 0-1 | 0-1 | 0-1 |     | 0 | 4 |

| Fecha        | Partida | Lado azul | Resultado | Resultado | Lado rojo |
| ------------ | ------- | --------- | --------- | --------- | --------- |
| 5 de octubre | 1       | HLE       | 0         | 1         | LNG       |
| 5 de octubre | 2       | INF       | 0         | 1         | RED       |
| 5 de octubre | 3       | LNG       | 1         | 0         | PCE       |
| 5 de octubre | 4       | HLE       | 1         | 0         | INF       |
| 6 de octubre | 5       | PCE       | 0         | 1         | HLE       |
| 6 de octubre | 6       | RED       | 0         | 1         | LNG       |
| 6 de octubre | 7       | INF       | 0         | 1         | PCE       |
| 6 de octubre | 8       | RED       | 0         | 1         | HLE       |
| 7 de octubre | 9       | LNG       | 1         | 0         | INF       |
| 7 de octubre | 10      | PCE       | 1         | 0         | RED       |

#### Grupo B
| DetonatioN FocusMe  | DFM |     | 0-1 | 1-0 | 1-0 | 1-0 | 3 | 1 |
| Cloud9              | C9  | 1-0 |     | 1-0 | 1-0 | 0-1 | 3 | 1 |
| Galatasaray Esports | GS  | 0-1 | 0-1 |     | 1-0 | 1-0 | 2 | 2 |
| Beyond Gaming       | BYG | 0-1 | 0-1 | 0-1 |     | 1-0 | 1 | 3 |
| Unicorns of Love    | UOL | 0-1 | 1-0 | 0-1 | 0-1 |     | 1 | 3 |

| Fecha        | Partida  | Lado azul | Resultado | Resultado | Lado rojo |
| ------------ | -------- | --------- | --------- | --------- | --------- |
| 5 de octubre | 1        | UOL       | 0         | 1         | DFM       |
| 5 de octubre | 2        | GS        | 1         | 0         | BYG       |
| 5 de octubre | 3        | DFM       | 0         | 1         | C9        |
| 5 de octubre | 4        | UOL       | 0         | 1         | GS        |
| 6 de octubre | 5        | BYG       | 0         | 1         | C9        |
| 6 de octubre | 6        | GS        | 0         | 1         | DFM       |
| 6 de octubre | 7        | BYG       | 1         | 0         | UOL       |
| 6 de octubre | 8        | C9        | 1         | 0         | GS        |
| 7 de octubre | 9        | DFM       | 1         | 0         | BYG       |
| 7 de octubre | 10       | C9        | 0         | 1         | UOL       |
| 7 de octubre | Des. 4.° | UOL       | 0         | 1         | BYG       |
| 7 de octubre | Des. 1.° | DFM       | 1         | 0         | C9        |

### Eliminatorias de Play-Ins
Las eliminatorias de Play-Ins se jugarán el 8 y 9 de octubre.
Los equipos terceros y cuartos de la fase anterior se enfrentarán entre sí en el juego 1, el ganador se enfrentará al equipo posicionado segundo en el grupo contrario de la fase anterior en el juego 2.
Todos los enfrentamientos serán al mejor de cinco y el ganador del juego 2 avanza a la siguiente fase de la competición.

#### B2-A3-A4
|  | Juego 1 | Juego 1    | Juego 1 |       |   | Juego 2 | Juego 2 | Juego 2 |  |
|  |         |            |         |       |   |         |         |         |  |
|  |         |            |         |       |   |         |         |         |  |
|  |         |            |         |       |   |         |         |         |  |
|  |         |            |         |       |   |         |         |         |  |
|  |         |            |         |       |   |         |         |         |  |
|  |         | B2         | Cloud9  | 3     |   |         |         |         |  |
|  |         |            |         | 3     |   |         |         |         |  |
|  |         |            | A2      | PEACE | 0 |         |         |         |  |
|  | A3      | PEACE      | A2      | PEACE | 0 | 3       |         |         |  |
|  | A3      | PEACE      |         |       |   | 3       |         |         |  |
|  | A4      | RED Canids | 2       |       |   |         |         |         |  |
|  | A4      | RED Canids | 2       |       |   |         |         |         |  |
|  |         |            |         |       |   |         |         |         |  |

##### Juego 1
| Equipo | Equipo     | Resultado |
| ------ | ---------- | --------- |
| A3     | PEACE      | 3         |
| A4     | RED Canids | 2         |

| Partida | Lado azul | Marcador | Marcador | Lado rojo |
| ------- | --------- | -------- | -------- | --------- |
| 1       | PCE       | 0        | 1        | RED       |
| 2       | PCE       | 1        | 1        | RED       |
| 3       | RED       | 1        | 2        | PCE       |
| 4       | PCE       | 2        | 2        | RED       |
| 5       | RED       | 2        | 3        | PCE       |

##### Juego 2
| Equipo | Equipo | Resultado |
| ------ | ------ | --------- |
| B2     | Cloud9 | 3         |
| A3     | PCE    | 0         |

| Partida | Lado azul | Marcador | Marcador | Lado rojo |
| ------- | --------- | -------- | -------- | --------- |
| 1       | PCE       | 0        | 1        | C9        |
| 2       | PCE       | 0        | 2        | C9        |
| 3       | C9        | 3        | 0        | PCE       |
| 4       | —         | —        | —        | —         |
| 5       | —         | —        | —        | —         |

#### A2-B3-B4
|  | Juego 1 | Juego 1             | Juego 1             |               |   | Juego 2 | Juego 2 | Juego 2 |  |
|  |         |                     |                     |               |   |         |         |         |  |
|  |         |                     |                     |               |   |         |         |         |  |
|  |         |                     |                     |               |   |         |         |         |  |
|  |         |                     |                     |               |   |         |         |         |  |
|  |         |                     |                     |               |   |         |         |         |  |
|  |         | A2                  | Hanwha Life Esports | 3             |   |         |         |         |  |
|  |         |                     |                     | 3             |   |         |         |         |  |
|  |         |                     | B4                  | Beyond Gaming | 0 |         |         |         |  |
|  | B3      | Galatasaray Esports | B4                  | Beyond Gaming | 0 | 2       |         |         |  |
|  | B3      | Galatasaray Esports |                     |               |   | 2       |         |         |  |
|  | B4      | Beyond Gaming       | 3                   |               |   |         |         |         |  |
|  | B4      | Beyond Gaming       | 3                   |               |   |         |         |         |  |
|  |         |                     |                     |               |   |         |         |         |  |

##### Juego 1
| Equipo | Equipo              | Resultado |
| ------ | ------------------- | --------- |
| B3     | Galatasaray Esports | 2         |
| B4     | Beyond Gaming       | 3         |

| Partida | Lado azul | Marcador | Marcador | Lado rojo |
| ------- | --------- | -------- | -------- | --------- |
| 1       | GS        | 1        | 0        | BYG       |
| 2       | GS        | 2        | 0        | BYG       |
| 3       | GS        | 2        | 1        | BYG       |
| 4       | BYG       | 2        | 2        | GS        |
| 5       | GS        | 2        | 3        | BYG       |

##### Juego 2
| Equipo | Equipo              | Resultado |
| ------ | ------------------- | --------- |
| A2     | Hanwha Life Esports | 3         |
| B4     | Beyond Gaming       | 0         |

| Partida | Lado azul | Marcador | Marcador | Lado rojo |
| ------- | --------- | -------- | -------- | --------- |
| 1       | BYG       | 0        | 1        | HLE       |
| 2       | HLE       | 2        | 0        | BYG       |
| 3       | HLE       | 3        | 0        | BYG       |
| 4       | —         | —        | —        | —         |
| 5       | —         | —        | —        | —         |

## Fase eliminatoria
La fase final de la competición se llevará a cabo entre el 22 de octubre y el 6 de noviembre. Las reglas básicas de la fase son:
- Los equipos se enfrentarán al mejor de cinco en un formato de eliminación directa.
- Las cabeza de serie de la fase anterior se enfrentarán al segundo de un grupo diferente al suyo.
- Los equipos de un mismo grupo se posicionaran en llaves diferentes, indicando que no podrán enfrentarse hasta la final.

### Eliminatorias
|  | Cuartos de final | Cuartos de final    | Cuartos de final |         |    | Semifinales   | Semifinales | Semifinales |  |    | Final         | Final | Final |  |
|  |                  |                     |                  |         |    |               |             |             |  |    |               |       |       |  |
|  |                  |                     |                  |         |    |               |             |             |  |    |               |       |       |  |
|  | C1               | Royal Never Give Up | 2                |         |    |               |             |             |  |    |               |       |       |  |
|  | C1               | Royal Never Give Up | 2                |         |    |               |             |             |  |    |               |       |       |  |
|  | B2               | Edward Gaming       | 3                |         |    |               |             |             |  |    |               |       |       |  |
|  | B2               | Edward Gaming       | 3                |         | B2 | Edward Gaming | 3           |             |  |    |               |       |       |  |
|  |                  |                     |                  |         | B2 | Edward Gaming | 3           |             |  |    |               |       |       |  |
|  |                  |                     | D1               | Gen.G   | 2  |               |             |             |  |    |               |       |       |  |
|  | D1               | Gen.G               | D1               | Gen.G   | 2  | 3             |             |             |  |    |               |       |       |  |
|  | D1               | Gen.G               |                  |         |    |               |             |             |  |    |               |       |       |  |
|  | A2               | Cloud9              | 0                |         |    |               |             |             |  |    |               |       |       |  |
|  | A2               | Cloud9              | 0                |         |    |               |             |             |  | B2 | Edward Gaming | 3     |       |  |
|  |                  |                     |                  |         |    |               |             |             |  | B2 | Edward Gaming | 3     |       |  |
|  |                  |                     | A1               | DWG KIA | 2  |               |             |             |  |    |               |       |       |  |
|  | B1               | T1                  | A1               | DWG KIA | 2  | 3             |             |             |  |    |               |       |       |  |
|  | B1               | T1                  |                  |         |    |               |             |             |  |    |               |       |       |  |
|  | C2               | Hanwha Life Esports | 0                |         |    |               |             |             |  |    |               |       |       |  |
|  | C2               | Hanwha Life Esports | 0                |         | B1 | T1            | 2           |             |  |    |               |       |       |  |
|  |                  |                     |                  |         | B1 | T1            | 2           |             |  |    |               |       |       |  |
|  |                  |                     | A1               | DWG KIA | 3  |               |             |             |  |    |               |       |       |  |
|  | A1               | DWG KIA             | A1               | DWG KIA | 3  | 3             |             |             |  |    |               |       |       |  |
|  | A1               | DWG KIA             |                  |         |    |               |             |             |  |    |               |       |       |  |
|  | D2               | MAD Lions           | 0                |         |    |               |             |             |  |    |               |       |       |  |
|  | D2               | MAD Lions           | 0                |         |    |               |             |             |  |    |               |       |       |  |
|  |                  |                     |                  |         |    |               |             |             |  |    |               |       |       |  |

### Cuartos de final

#### Juego 1
| Equipo | Equipo              | Resultado |
| ------ | ------------------- | --------- |
| B1     | T1                  | 3         |
| C2     | Hanwha Life Esports | 0         |

| Partida | Lado azul | Marcador | Marcador | Lado rojo |
| ------- | --------- | -------- | -------- | --------- |
| 1       | T1        | 1        | 0        | HLE       |
| 2       | HLE       | 0        | 2        | T1        |
| 3       | HLE       | 0        | 3        | T1        |
| 4       | —         | —        | —        | —         |
| 5       | —         | —        | —        | —         |

#### Juego 2
| Equipo | Equipo              | Resultado |
| ------ | ------------------- | --------- |
| C1     | Royal Never Give Up | 2         |
| B2     | Edward Gaming       | 3         |

| Partida | Lado azul | Marcador | Marcador | Lado rojo |
| ------- | --------- | -------- | -------- | --------- |
| 1       | EDG       | 0        | 1        | RNG       |
| 2       | EDG       | 1        | 1        | RNG       |
| 3       | RNG       | 1        | 2        | EDG       |
| 4       | EDG       | 2        | 2        | RNG       |
| 5       | EDG       | 3        | 2        | RNG       |

#### Juego 3
| Equipo | Equipo    | Resultado |
| ------ | --------- | --------- |
| A1     | DWA KIA   | 3         |
| D2     | MAD Lions | 0         |

| Partida | Lado azul | Marcador | Marcador | Lado rojo |
| ------- | --------- | -------- | -------- | --------- |
| 1       | DK        | 1        | 0        | MAD       |
| 2       | MAD       | 0        | 2        | DK        |
| 3       | MAD       | 0        | 3        | DK        |
| 4       | —         | —        | —        | —         |
| 5       | —         | —        | —        | —         |

#### Juego 4
| Equipo | Equipo | Resultado |
| ------ | ------ | --------- |
| D1     | Gen.G  | 3         |
| A2     | Cloud9 | 0         |

| Partida | Lado azul | Marcador | Marcador | Lado rojo |
| ------- | --------- | -------- | -------- | --------- |
| 1       | GEN       | 1        | 0        | C9        |
| 2       | C9        | 0        | 2        | GEN       |
| 3       | C9        | 0        | 3        | GEN       |
| 4       | —         | —        | —        | —         |
| 5       | —         | —        | —        | —         |

### Semifinales

#### Juego 1
| Equipo | Equipo        | Resultado |
| ------ | ------------- | --------- |
| B1     | Edward Gaming | 3         |
| D1     | Gen.G         | 2         |

| Partida | Lado azul | Marcador | Marcador | Lado rojo |
| ------- | --------- | -------- | -------- | --------- |
| 1       | EDG       | 1        | 0        | GEN       |
| 2       | GEN       | 1        | 1        | EDG       |
| 3       | EDG       | 1        | 2        | GEN       |
| 4       | EDG       | 2        | 2        | GEN       |
| 5       | GEN       | 2        | 3        | EDG       |

#### Juego 2
| Equipo | Equipo | Resultado |
| ------ | ------ | --------- |
| B1     | T1     | 2         |
| A2     | DWK    | 3         |

| Partida | Lado azul | Marcador | Marcador | Lado rojo |
| ------- | --------- | -------- | -------- | --------- |
| 1       | DK        | 1        | 0        | T1        |
| 2       | T1        | 1        | 1        | DK        |
| 3       | DK        | 1        | 2        | T1        |
| 4       | DK        | 2        | 2        | T1        |
| 5       | T1        | 2        | 3        | DK        |

### Final
| Equipo | Equipo        | Resultado |
| ------ | ------------- | --------- |
| B2     | Edward Gaming | 3         |
| A1     | DWK           | 2         |

| Partida | Lado azul | Marcador | Marcador | Lado rojo |
| ------- | --------- | -------- | -------- | --------- |
| 1       | DK        | 0        | 1        | EDG       |
| 2       | DK        | 1        | 1        | EDG       |
| 3       | EDG       | 1        | 2        | DK        |
| 4       | EDG       | 2        | 2        | DK        |
| 5       | DK        | 2        | 3        | EDG       |